# Tinum
Tinum (łac. Diocesis Tiniensis) – stolica historycznej diecezji w Dalmacji. Diecezja została erygowana w połowie XI wieku. Skasowana 30 czerwca 1828 i włączona w skład diecezji Szybenik. Sufragania archidiecezji Split, współcześnie miejscowość Knin w Chorwacji. Obecnie katolickie biskupstwo tytularne.

## Biskupi tytularni
| Lp. | Biskup                    | Funkcja                                     | Od                  | Do                  |
| --- | ------------------------- | ------------------------------------------- | ------------------- | ------------------- |
| 1   | Leopoldo Buteler          | biskup pomocniczy Kordoby (Argentyna)       | 8 stycznia 1932     | 13 września 1934    |
| 2   | Joseph Laurent Philippe   | biskup koadiutor Luksemburga                | 25 kwietnia 1935    | 9 października 1935 |
| 3   | Adolfo Vorbuchner         | biskup pomocniczy Alba Iulia (Rumunia)      | 18 kwietnia 1936    | 28 maja 1938        |
| 4   | Luis Guízar y Barragán    | biskup koadiutor Saltillo (Meksyk)          | 7 października 1938 | 5 kwietnia 1954     |
| 5   | Manuel Pereira da Costa   | biskup pomocniczy Paraíby (Brazylia)        | 31 maja 1954        | 20 czerwca 1959     |
| 6   | Maurits Gerard De Keyzer  | biskup pomocniczy Brugii (Belgia)           | 24 kwietnia 1962    | 19 stycznia 1994    |
| 7   | Jean-Pierre Blais         | biskup pomocniczy Quebec (Kanada)           | 3 listopada 1994    | 12 grudnia 2008     |
| 8   | Sebastian Francis Shaw    | biskup pomocniczy Lahaur (Pakistan)         | 14 lutego 2009      | 14 listopada 2013   |
| 9   | Pierre Olivier Tremblay   | biskup pomocniczy Trois Rivières (Kanada)   | 21 maja 2018        | 24 czerwca 2022     |
| 10  | Joselito Ramalho Nogueira | biskup pomocniczy Rio de Janeiro (Brazylia) | 25 lutego 2025      |                     |